# Lettres sur la danse
Les Lettres sur la danse est un ouvrage fondamental sur la danse rédigé par Jean-Georges Noverre et paru pour la première fois simultanément à Lyon et à Stuttgart en 1760.
Noverre y développe sa conception du ballet d'action et y passe en revue les qualités et les défauts des principaux danseurs, chorégraphes et maîtres de ballet de son temps.

## Contenu
Le XVIIIe siècle explore les nouvelles possibilités expressives et le débat sur les formes théâtrales n'épargne pas le monde de la danse. Noverre s'inscrit de plain-pied dans ce débat et aborde tous les aspects de la danse de son temps, adressant même de sévères critiques à l'Opéra de Paris, qu'il juge conformiste et poussiéreux.
Insistant sur la recherche d'une cohésion liant tous les éléments du ballet, Noverre défend la nécessité d'émouvoir le spectateur par une pantomime expressive, inspirée du jeu de David Garrick qu'il avait observé à Londres. L'intérêt d'une œuvre tient essentiellement à la diversité des passions qui s'y expriment, et c'est en toute logique qu'il plaide pour la suppression des masques dans les ballets, permettant au spectateur de « lire » les expressions du danseur.

## Éditions du vivant de l'auteur et fac-similés
- Lettres sur la danse, et sur les ballets, par M. Noverre, maître des ballets de Son Altesse Sérénissime Monseigneur le Duc de Wurtemberg, & ci-devant des théâtres de Paris, Lyon, Marseille, Londres, &c., Lyon, Aimé Delaroche, 1760 (il existe aussi une édition identique, à l'adresse de Stutgard, et se vend à Lyon).Texte en ligne
  - Réimprimé à New York, Broude Brothers, 1967.
- Lettres sur la danse, et sur les ballets, par M. Noverre, maître des ballets de Son Altesse Sérénissime Monseigneur le Duc de Würtemberg, & ci-devant des théâtres de Paris, Lyon, Marseille, Londres, &c., Vienne, Jean-Thomas Trattnern, 1767.
- Briefe über die Tanzkunste und über die Ballette, vom Herrn Noverre. Aus dem Französischen übersetzt, Hamburg und Bremen, Johann Hinrich Cramer, 1769.
  - Réimprimé à Leipzig, Zentralantiquariat der DDR, 1977 et 1981, et à Munich, Heimeran, 1977.
- Lettres sur la danse et sur les ballets. Par M. Noverre, pensionnaire du roi, & maître des ballets de l'empereur. Seconde édition, Londres ; Paris, Veuve Dessain junior, 1783.
- Lettres sur la danse, sur les ballets et les arts par M. Noverre, ancien maître des ballets en chef de la cour de Vienne et de l'Opéra de Paris, Saint-Pétersbourg, Jean Charles Schnoor, 1803-1804, 4 volumes.
- Lettres sur les arts imitateurs en général, et sur la danse en particulier, dédiées à Sa Majesté l'Impératrice des Français et Reine d'Italie. Par J.-G. Noverre, ancien maître des ballets en chef de l'Académie impériale de Musique, ci-devant chevalier de l'Ordre du Christ, Paris, Léopold Collin ; La Haye, Immerzeel, 1807, 2 volumes.

## Quelques rééditions et traductions
- Lettres sur la danse et sur les ballets, précédées d'une vie de l'auteur, par André Levinson, Paris, Duchartre & Van Buggenhoudt, 1927.
- Письма о танце и балетах, Leningrad, Akademia, 1927.
- Letters on Dancing and Ballets. Translated by Cyril W. Beaumont, London, C. W. Beaumont, 1930.
  - Réimprimé à New York, Dance Horizons, 1966 et 1975, et à Alton, Dance Books, 2004.
- Lettres sur la danse et les arts imitateurs, Paris, Lieutier, 1952, préface de Fernand Divoire.
  - Réimprimé à Paris, Librairie Théâtrale, 1977.
- Lettres sur la danse et les ballets, Moscou, s.n., 1965.
- Lettres sur la danse. Présentation de Maurice Béjart, Paris, Ramsay, 1978  (ISBN 2-85956-042-4). Rééd. Paris, Éditions du Sandre, 2006  (ISBN 2-7475-9865-9).
- Lettres sur la danse, sur les ballets et sur les arts (1803), edited by Flavia Pappacena, LIM, Lucca, 2012.
- The Works of Monsieur Noverre Translated from the French: Noverre, his Circle and the English Lettres sur la danse, edited by Michael Burden and Jennifer Thorp, Hillsdale New York, Pendragon Press Inc., 2014.  (ISBN 978-1-57647-215-6)

## Sujets desLettres
« Guide de lecture » comparatif des première (1760) et dernière (1807) éditions.
| Sujet                                                                               | Éd. de 1760 Lettre n° | Éd. de 1807 Vol. et lettre n° |
| ----------------------------------------------------------------------------------- | --------------------- | ----------------------------- |
| De la composition des ballets                                                       | 1                     | I, 17                         |
| Règles à suivre dans la composition des ballets                                     | 2                     | I, 18                         |
| De la disposition des parties principales et des parties accessoires                | 3                     | I, 19                         |
| Suite du même sujet                                                                 | 4                     | I, 20                         |
| Des connaissances nécessaires au maître de ballets                                  | 5                     | I, 14                         |
| Études du maître de ballets                                                         | 6                     | I, 15                         |
| Défauts de nos premiers ballets                                                     | 7                     | I, 21                         |
| Des ballets d'Opéra                                                                 | 8                     | I, 22                         |
| De l'expression de la figure : inconvénient des masques                             | 9                     | I, 23                         |
| De l'accord du geste avec la pensée et les mouvements de l'âme                      | 10                    | I, 27                         |
| De la conformation du danseur                                                       | 11                    | I, 28                         |
| Suite du même sujet                                                                 | 12                    | I, 29                         |
| De la chorégraphie                                                                  | 13                    | I, 30                         |
| Sur les ballets de l'auteur                                                         | 14                    | II, 1                         |
| Sur le même sujet                                                                   | 15                    | II, 2                         |
| Origine et progrès des arts imitateurs                                              | -                     | I, 1                          |
| Vicissitudes des beaux-arts ; injustice des hommes envers ceux qui les ont cultivés | -                     | I, 2                          |
| Sur le même sujet. Naissance des arts à Romes, et leur chute                        | -                     | I, 3                          |
| Renaissance des arts en Italie et en France                                         | -                     | I, 4                          |
| Utilité des règles de l'art. Digression sur Marcel                                  | -                     | I, 5                          |
| Des spectacles des Anciens, et surtout de la pantomime                              | -                     | I, 6                          |
| Suite sur les spectacles des Anciens                                                | -                     | I, 7                          |
| Continuation du même sujet                                                          | -                     | I, 8                          |
| Renaissance de l'art de la danse                                                    | -                     | I, 9                          |
| Division de la danse                                                                | -                     | I, 10                         |
| Qualités nécessaires au maître de ballets                                           | -                     | I, 11                         |
| Suite du même sujet                                                                 | -                     | I, 12                         |
| Des connaissances d'anatomie nécessaires au maître de ballets                       | -                     | I, 13                         |
| Choix des sujets                                                                    | -                     | I, 16                         |
| De la composition des corps de ballets                                              | -                     | I, 24                         |
| Des coryphées                                                                       | -                     | I, 25                         |
| Des costumes                                                                        | -                     | I, 26                         |
| Résumé général sur les ballets                                                      | -                     | II, 3                         |
| De l'Opéra depuis le milieu du dernier siècle jusqu'à nos jours                     | -                     | II, 4                         |
| Sur le même sujet                                                                   | -                     | II, 5                         |
| Sur les sujets de la danse en 1740                                                  | -                     | II, 6                         |
| Des directions de l'Opéra                                                           | -                     | II, 7                         |
| Sur les principaux sujets de la danse de l'Opéra depuis 1740                        | -                     | II, 8                         |
| Sur le même sujet                                                                   | -                     | II, 9                         |
| Sur les maîtres de ballets de l'Opéra                                               | -                     | II, 10                        |
| De quelques autres compositeurs de ballets                                          | -                     | II, 11                        |
| Sur les danseuses actuelles de l'Opéra                                              | -                     | II, 12                        |
| Des danseurs actuels de l'Opéra                                                     | -                     | II, 13                        |
| A Voltaire, sur Garrick                                                             | -                     | II, 14                        |
| Sur le même sujet                                                                   | -                     | II, 15                        |
| Observations sur la construction d'une salle d'Opéra                                | -                     | II, 16                        |
| Sur les Fêtes nationales                                                            | -                     | II, 17                        |
| Sur le même sujet                                                                   | -                     | II, 18                        |
| Sur le même sujet                                                                   | -                     | II, 19                        |
| Sur le même sujet                                                                   | -                     | II, 20                        |
| Sur le même sujet                                                                   | -                     | II, 21                        |
| Sur l'état actuel des arts                                                          | -                     | II, 22                        |
| Des causes qui s'opposent aux progrès des arts                                      | -                     | II, 23                        |
| Sur le Théâtre Français                                                             | -                     | II, 24                        |